# دانه‌جوها
دانه‌جوها (نام علمی: Sporopipes) نام یک سرده از تیره مرغ جولا است.

## گونه ها
- جولای جلولکه‌ای (Sporopipes frontalis)
- جولای پرپولکی (Sporopipes squamifrons)